# Джессіка Макдональд
Джессіка Анне-Марі Макдональд (англ. Jessica Anne Marie MacDonald; нар. 7 грудня 1984, Віндзор, Онтаріо, Канада) — канадська борчиня вільного стилю, чемпіонка та дворазова бронзова призерка світу, чотириразова чемпіонка Панамериканських чемпіонатів, триразова володарка Кубків світу, срібна та бронзова призерка Ігор Співдружності.

## Життєпис
Боротьбою почала займатися з 2001 року.
Виступала за борцівський клуб «Brock» Сент-Кетерінс. Тренер — Марті Колдер (з 2003).

## Спортивні результати на міжнародних змаганнях

### Виступи на Чемпіонатах світу
| Змагання                        | Збірна | Вагова категорія          | Місце  |
| ------------------------------- | ------ | ------------------------- | ------ |
| Чемпіонат світу з боротьби 2008 | Канада | жіноча боротьба, до 51 кг | 5      |
| Чемпіонат світу з боротьби 2009 | Канада | жіноча боротьба, до 51 кг | 24     |
| Чемпіонат світу з боротьби 2010 | Канада | жіноча боротьба, до 51 кг | 15     |
| Чемпіонат світу з боротьби 2011 | Канада | жіноча боротьба, до 51 кг | Бронза |
| Чемпіонат світу з боротьби 2012 | Канада | жіноча боротьба, до 51 кг | Золото |
| Чемпіонат світу з боротьби 2013 | Канада | жіноча боротьба, до 51 кг | Бронза |
| Чемпіонат світу з боротьби 2017 | Канада | жіноча боротьба, до 53 кг | 20     |
| Чемпіонат світу з боротьби 2018 | Канада | жіноча боротьба, до 50 кг | 16     |

### Виступи на Панамериканських чемпіонатах
| Змагання                                   | Збірна | Вагова категорія          | Місце  |
| ------------------------------------------ | ------ | ------------------------- | ------ |
| Панамериканський чемпіонат з боротьби 2011 | Канада | жіноча боротьба, до 51 кг | Золото |
| Панамериканський чемпіонат з боротьби 2012 | Канада | жіноча боротьба, до 51 кг | Золото |
| Панамериканський чемпіонат з боротьби 2013 | Канада | жіноча боротьба, до 51 кг | Золото |
| Панамериканський чемпіонат з боротьби 2014 | Канада | жіноча боротьба, до 48 кг | Срібло |
| Панамериканський чемпіонат з боротьби 2017 | Канада | жіноча боротьба, до 53 кг | Золото |
| Панамериканський чемпіонат з боротьби 2019 | Канада | жіноча боротьба, до 50 кг | 9      |

### Виступи на Кубках світу
| Змагання                    | Збірна | Вагова категорія          | Місце  |
| --------------------------- | ------ | ------------------------- | ------ |
| Кубок світу з боротьби 2009 | Канада | жіноча боротьба, до 51 кг | 4      |
| Кубок світу з боротьби 2010 | Канада | жіноча боротьба, до 51 кг | Золото |
| Кубок світу з боротьби 2011 | Канада | жіноча боротьба, до 51 кг | Золото |
| Кубок світу з боротьби 2012 | Канада | жіноча боротьба, до 51 кг | 6      |
| Кубок світу з боротьби 2013 | Канада | жіноча боротьба, до 51 кг | Золото |
| Кубок світу з боротьби 2014 | Канада | жіноча боротьба, до 48 кг | 4      |
| Кубок світу з боротьби 2018 | Канада | команда                   | 5      |

### Виступи на Іграх Співдружності
| Змагання                | Збірна | Вагова категорія          | Місце  |
| ----------------------- | ------ | ------------------------- | ------ |
| Ігри Співдружності 2010 | Канада | жіноча боротьба, до 51 кг | Бронза |
| Ігри Співдружності 2018 | Канада | жіноча боротьба, до 50 кг | Срібло |

### Виступи на Чемпіонатах світу серед студентів
| Змагання                                        | Збірна | Вагова категорія          | Місце  |
| ----------------------------------------------- | ------ | ------------------------- | ------ |
| Чемпіонат світу з боротьби серед студентів 2008 | Канада | жіноча боротьба, до 51 кг | Бронза |

### Виступи на інших змаганнях
| Змагання                                                     | Збірна | Вагова категорія          | Місце  |
| ------------------------------------------------------------ | ------ | ------------------------- | ------ |
| Міжнародний меморіал Дейва Шульца 2009                       | Канада | жіноча боротьба, до 51 кг | Срібло |
| Гран-прі Німеччини з боротьби 2009                           | Канада | жіноча боротьба, до 51 кг | Золото |
| Золотий Гран-прі з боротьби 2009                             | Канада | жіноча боротьба, до 51 кг | 10     |
| Міжнародний меморіал Дейва Шульца 2010                       | Канада | жіноча боротьба, до 51 кг | Бронза |
| Гран-прі Німеччини з боротьби 2010                           | Канада | жіноча боротьба, до 51 кг | Бронза |
| Міжнародний турнір Ньюйоркського атлетичного клубу 2010      | Канада | жіноча боротьба, до 51 кг | Золото |
| Міжнародний меморіал Дейва Шульца 2011                       | Канада | жіноча боротьба, до 51 кг | Золото |
| Гран-прі Німеччини з боротьби 2011                           | Канада | жіноча боротьба, до 51 кг | Золото |
| Гран-прі Іспанії з боротьби 2011                             | Канада | жіноча боротьба, до 51 кг | Золото |
| Київський Міжнародний турнір з боротьби 2011                 | Канада | жіноча боротьба, до 51 кг | 5      |
| Відкритий міжнародний турнір «Sunkist Kids» 2011             | Канада | жіноча боротьба, до 48 кг | Золото |
| Міжнародний турнір Ньюйоркського атлетичного клубу 2011      | Канада | жіноча боротьба, до 48 кг | Золото |
| Austrian Ladies Open 2012                                    | Канада | жіноча боротьба, до 51 кг | Золото |
| Кубок Канади з боротьби 2012                                 | Канада | жіноча боротьба, до 51 кг | Золото |
| Гран-прі Іспанії з боротьби 2012                             | Канада | жіноча боротьба, до 51 кг | Бронза |
| Міжнародний турнір Ньюйоркського атлетичного клубу 2012      | Канада | жіноча боротьба, до 51 кг | Золото |
| Гран-прі Німеччини з боротьби 2013                           | Канада | жіноча боротьба, до 51 кг | Срібло |
| Битва на водоспаді 2013                                      | Канада | жіноча боротьба, до 51 кг | Золото |
| Гран-прі Іспанії з боротьби 2013                             | Канада | жіноча боротьба, до 51 кг | Золото |
| Меморіал Вацлава Циолковського 2013                          | Канада | жіноча боротьба, до 51 кг | Срібло |
| Міжнародний турнір Ньюйоркського атлетичного клубу 2013      | Канада | жіноча боротьба, до 51 кг | Срібло |
| Міжнародний меморіал Дейва Шульца 2014                       | Канада | жіноча боротьба, до 48 кг | Золото |
| Золотий Гран-прі з боротьби 2014 (Париж)                     | Канада | жіноча боротьба, до 48 кг | Срібло |
| Гран-прі Німеччини з боротьби 2014                           | Канада | жіноча боротьба, до 48 кг | Бронза |
| Austrian Ladies Open 2014                                    | Канада | жіноча боротьба, до 48 кг | Золото |
| Кубок Канади з боротьби 2014                                 | Канада | жіноча боротьба, до 48 кг | Золото |
| Турнір Дана Колова — Николи Петрова 2015                     | Канада | жіноча боротьба, до 48 кг | Золото |
| Турнір «Олімпія» 2015                                        | Канада | жіноча боротьба, до 48 кг | Золото |
| Гран-прі Німеччини з боротьби 2015                           | Канада | жіноча боротьба, до 48 кг | Срібло |
| Гран-прі Іспанії з боротьби 2015                             | Канада | жіноча боротьба, до 48 кг | Бронза |
| Міжнародний меморіал Білла Фаррелла 2015                     | Канада | жіноча боротьба, до 48 кг | Срібло |
| Гран-прі Парижа з боротьби 2017                              | Канада | жіноча боротьба, до 53 кг | 8      |
| Міжнародний меморіал Дейва Шульца 2017                       | Канада | жіноча боротьба, до 53 кг | Срібло |
| Турнір міста Сассарі з боротьби 2017                         | Канада | жіноча боротьба, до 53 кг | 4      |
| Гран-прі Німеччини з боротьби 2017                           | Канада | жіноча боротьба, до 53 кг | Золото |
| Гран-прі Іспанії з боротьби 2017                             | Канада | жіноча боротьба, до 53 кг | Золото |
| Klippan Lady Open 2018                                       | Канада | жіноча боротьба, до 50 кг | 9      |
| Київський Міжнародний турнір з боротьби 2018                 | Канада | жіноча боротьба, до 50 кг | Золото |
| Кубок Канади з боротьби 2018                                 | Канада | жіноча боротьба, до 50 кг | Золото |
| Гран-прі Іспанії з боротьби 2018                             | Канада | жіноча боротьба, до 50 кг | Бронза |
| Відкритий чемпіонат Польщі з боротьби 2018                   | Канада | жіноча боротьба, до 50 кг | Срібло |
| Міжнародний меморіал Дейва Шульца 2019                       | Канада | жіноча боротьба, до 50 кг | Золото |
| Меморіал Маттео Пелліконе 2020                               | Канада | жіноча боротьба, до 50 кг | 11     |
| Кубок Гранми і Серро-Пеладо з боротьби 2020                  | Канада | жіноча боротьба, до 50 кг | 5      |
| Олімпійський кваліфікаційний турнір з боротьби 2020 (Оттава) | Канада | жіноча боротьба, до 50 кг | Бронза |
| Олімпійський кваліфікаційний турнір з боротьби 2020 (Софія)  | Канада | жіноча боротьба, до 50 кг | 14     |